# Junonia marcella
Junonia marcella är en fjärilsart som beskrevs av Gustaaf Hulstaert 1923. Junonia marcella ingår i släktet Junonia och familjen praktfjärilar. Inga underarter finns listade i Catalogue of Life.